# Roland Wetzig
Roland Wetzig (* 24. Juli 1959 in Oschatz, Bezirk Leipzig, DDR) ist ein ehemaliger DDR-Bobsportler.

## Anfänge als Leichtathlet
Roland Wetzig startete wie sein späterer Mannschaftskollege Bogdan Musiol als Leichtathlet beim SC DHfK Leipzig. Nachdem er 1977 Spartakiadesieger und 1978 DDR-Juniorenmeister wurde, erreichte er im folgenden Jahr seine persönliche Bestleistung im Diskuswurf mit 54,04 m. Trotz seiner Körpermaße (1,86 m/85 kg) galt er DDR-Sportführung nicht als kräftig genug, um in die Weltspitze vorzudringen. Daraufhin wechselte er zum Bobsport.

## Medaillen unter drei Piloten
Im Jahre 1980 saß er bereits mit Steuermann Horst Schönau im Bob DDR II, der bei den XIII. Olympischen Winterspielen in Lake Placid die Bronzemedaille gewann. Im gleichen Jahr konnte er diesen Erfolg bei den Weltmeisterschaften als 3. bestätigen. Im darauffolgenden Jahr wechselte er in den Viererbob von Bernhard Lehmann, mit dem er bei den Europameisterschaften sofort Bronze gewann und 1982 Vizeweltmeister werden konnte. 1983 wiederum wechselte er zu Wolfgang Hoppe. Mit dem erfolgreichsten Bobpiloten aller Zeiten wurde er bei den XIV. Olympischen Spielen 1984 in Sarajevo Olympiasieger im Vierer und ein Jahr später erneut WM-Zweiter. Zum Abschluss seiner Karriere gewann er 1987 im Hoppe-Bob die Europameisterschaft.
Für seinen Olympiasieg 1984 wurde er mit dem Vaterländischen Verdienstorden in Gold ausgezeichnet.

## Erfolge
- Olympiasieg im Viererbob 1984
- Olympische Bronzemedaille 1980
- 2 × Vizeweltmeister (1982, 1985)
- 1 × WM-Dritter (1980)
- 1 × Europameister (1987)
- 1 × EM-Dritter (1981)